# José Rebelo Meira de Vasconcelos
José Rebelo Meira de Vasconcelos (Rio de Janeiro, 27 de setembro de 1922 — Rio de Janeiro, 30 de março de 2013) foi um segundo-tenente aviador do 1º Grupo de Aviação de Caça (1º GAvCa) da Força Aérea Brasileira, conhecido também como "Senta a púa", que atuou na Segunda Guerra Mundial; e que mais tarde se tornou Major-Brigadeiro.

## Biografia
Meira nasceu em 27 de setembro de 1922 na capital brasileira, Rio de Janeiro, e teve uma vida muito simples, mas logo quando o Brasil declarou guerra ao Eixo em 31 de agosto de 1942, após a criação da Força Expedicionária Brasileira em 1943 a também recém criada FAB criou o 1º Grupo de Aviação de Caça, conhecido como ''Senta a Púa''. Assim como todos os outros pilotos à integrarem a FAB na Segunda Guerra Mundial, ele teve que fazer seu treinamento no Panamá. Ele foi um dos pilotos recordistas em missões pela FAB durante a Segunda Guerra Mundial, tendo realizado 93 missões de guerra no total com cerca de 6.000 horas de voo, sendo a maioria em missões de caça e transporte.
Sua primeira missão foi em 11 de novembro de 1944 e sua última missão em 2 de maio de 1945, sendo a última missão do ''Senta a Púa'' nos céus da Itália; no mesmo ano, em 18 junho de 1945, partiu de Pisa para os EUA para levar novos aviões P-47 para o Brasil.
Após retornar ao país ele serviu como instrutor de vôo para pilotos de caça na Escola de Aperfeiçoamento de Oficiais da Aeronáutica, Comandante da Escola de Bombardeio Médio, ajudante de Ordens do Ministro da Aeronáutica, Oficial de Gabinete do Ministro da Aeronáutica, Membro da Comissão Aeronáutica em Washington D.C. nos EUA, Comandante e Oficial de Operações do 2º Grupo de Transporte, Chefe da Seção de Logística e de Operações do Comando de Transporte Aéreo, Instrutor da Escola de Comando e Estado Maior da Aeronáutica, Subchefe do Gabinete do Ministro da Aeronáutica, Chefe da Seção de Planejamento do Estado Maior da Aeronáutica e Membro do Corpo permanente da Escola Superior de Guerra.
Por conta de todos os seus feitos na vida militar ele alcançou, em outubro de 1966, o posto de Major Brigadeiro do Ar.
Depois de deixar a vida militar ele foi Superintendente Administrativo da Sondotécnica Engenharia de Solos S/A, Diretor Administrativo da Sondoplan Planejamento, Pesquisa e Análise S/A, Superintendente de Coordenação Operacional da Cia Viação Aérea São Paulo, (VASP). Foi Presidente da Cia Brasil Central Linha Aérea Regional, Assessor de Operações, Diretor Administrativo e Vice Presidente Executivo da BRINK'S S/A.

## Vida pessoal
José Meira se casou com Maria do Carmo e juntos tiveram 3 filhos, Hélio, Gilda e Márcio, que lhes deram 4 netos; ele veio a falecer em 30 de março de 2013 aos 90 anos de enfarte no Hospital Central da Aeronáutica, no Rio Comprido, na Zona Norte do Rio de Janeiro, onde estava internado com pneumonia.
Quando foi perguntado sobre a guerra ele declarou:
“A realidade estúpida de uma guerra é o sentido de democracia e justiça”.

## Condecorações
- Cruz de Aviação Fita A;
- Ordem do Mérito Aeronáutico;
- Campanha da Itália;
- Campanha Atlântico Sul;
- Distinguished Flying Cross (EUA);
- Air Medal (EUA) com quatro palmas;
- Croix de guerre com palma (França);
- Medalha do Pacificador;
- Medalha Militar Ouro por 30 anos de bons serviços;
- Presidential Unit Citation (EUA).